# One-shot (fumetto)
Nel settore dell'editoria a fumetti, un one-shot è una storia autoconclusiva composta da un ridotto numero di pagine, impostata dunque come racconto breve e che quindi non prevede nessuna continuazione.

## Giappone
Nell'industria dei manga giapponesi, il concetto di one-shot è espresso dal termine yomikiri (読み切り?), il che implica che il fumetto sia presentato nella sua interezza senza alcuna continuazione. I manga one-shot sono spesso scritti per i concorsi, e qualche volta più tardi si sono sviluppati in una serie manga a lunghezza intera (molto simile a un pilota televisivo). Molte serie di manga popolari sono iniziate come storie uniche, tra cui Dragon Ball, Ken il guerriero, Naruto, Bleach, One Piece, Berserk, Kinnikuman e Death Note. Alcuni noti autori di manga, come Akira Toriyama e Rumiko Takahashi, hanno lavorato a numerosi one-shot in aggiunta alle loro opere già serializzate. Rising Stars of Manga è stato un concorso annuale per manga originali one-shot in lingua inglese, molti dei quali sono diventati serie manga complete.

## Stati Uniti
Negli Stati Uniti, gli one-shot sono generalmente etichettati con un "# 1" nonostante non ci sia un seguito. A volte, un personaggio o un concetto appare in una serie di one-shot, nel caso in cui l'argomento non sia abbastanza redditizio dal punto di vista finanziario per meritare una serie in corso o miniserie, ma ancora abbastanza popolare da essere pubblicato su base regolare, spesso annualmente o trimestrale. Un esempio attuale di una serie di one-shots sarebbe " Franklin Richards: Son of a Genius " della Marvel Comics. Questo tipo di one-shot non deve essere confuso con un fumetto annuale, che in genere è una pubblicazione associata a una serie in corso stabilita.

## Altri paesi
Il termine è stato anche preso in prestito nell'industria dei fumetti franco-belga, anche se si riferisce principalmente agli album.